# Hjörvard
No confundir con Hjartvar, rey vikingo de Öland.
Hjörvard fue un caudillo vikingo de Suecia en el siglo VII,  pertenecía a la dinastía Ylfing, según Heimskringla del escaldo islandés Snorri Sturluson. Hjörvard también aparece relacionado en Nafnaþulur como un rey del mar.
En el capítulo de las guerra contra el infame rey Ingjald, Snorri menciona que llegó a Myrkva Fjord (Mörköfjärden), un paso que todavía es usado para cruzar el estrecho entre Mälaren y el mar Báltico y divide Södermanland en dos partes. Hjörvard fue invitado a un festejo con el rey Granmar y accedió ya que nunca había realizado expediciones de pillaje en esa zona anteriormente por lo que era bienvenido y ambos reyes se sentaron durante el banquete con una mujer como era costumbre, mientras el resto formaron un grupo aparte. A los vikingos de Hjörvard les disgustó ya que, según sus costumbres, todos debían estar celebrando los festejos en comunión, juntos. Hjörvard entonces se sentó frente al rey Granmar y sus hombres le acompañaron a su lado. 
La hija de Granmar se llamaba Hildigunn, era muy bella y su padre le pidió que sirviera cerveza a los hombres. Ella tomó una jarra de plata, la llenó y se lo ofreció a Hjörvard, diciéndole éxito a todos los Ylfings, alzo esta copa en la memoria de Hrólfr Kraki, ella bebió la mitad y ofreció la otra mitad a Hjörvard que también se la bebió, la tomó de la mano e invitó a sentarse a su lado. Ella contestó que eso no era una costumbre vikinga, pero él le contestó que eso no debía preocuparle. Aquella noche ambos bebieron y hablaron con gran armonía y al día siguiente, como debía partir, Hjörvard pidió su mano en matrimonio. Granmar preguntó a su esposa, la reina Hilda y a otras personas respetables, diciéndoles que confiasen en Hjörvard. Todos dieron su aprobación. Hubo boda y como Granmar no tenía hijos varones, Hjörvard se quedó para ayudar a defender el reino de Granmar.
En el otoño, Ingjald comenzó a reunir un vasto ejército para atacar Södermanland. No obstante, cuando Granmar y Hjörvard supieron esto, se aliaron con el rey Högne, suegro de Granmar, rey de Östergötland  y su hijo Hildur para hacerle frente.
Ingjald invadió Södermanland con fuerzas muy superiores y comenzó la batalla. Tras un feroz enfrentamiento, los caudillos de Fjärdhundraland, Västergötland, Nerike y Attundaland escaparon de la batalla con sus naves. Ingjald fue herido de gravedad y Svipdag el Ciego, y sus hijos Gautvid y Hylvid murieron en el combate. Ingjald se retiró y regresó a  Gamla Uppsala, asumiendo que las fuerzas que había unido por la conquista de otros reinos, tras la matanza de los reyes, no le eran leales. 
Tras un largo periodo de estancamiento y nulas relaciones hubo paz, siempre y cuando los tres reyes viviesen. Sin embargo, una noche Ingjald y sus hombres rodearon una granja de Selaön donde Granmar y Hjörvard estaban de festejos y quemó la casa hasta los cimientos. Ingjald impuso sus propios jarls para gobernar Södermanland.

## Saga Hervarar
La saga Hervarar menciona a un Hjördvard, hijo de Arngrim y uno de los once hermanos berserker de Angantyr, temidos por sus expediciones vikingas.

## Sörla þáttr
Según Sörla þáttr Hjörvard es hijo de Heiðrekr Ulfhamr y fue padre de Hervör y esta a su vez, madre de Hildr que casó con el vikingo Högni.